# Trachurus mediterraneus
Este o specie de peste din familia Carangidae.
Stavridul este un pește pelagic, care trăiește în bancuri masive. Este un pește migrator, care iernează în Marea Marmara și în regiunea Bosforului, apărând în zona litoralului nostru în bancuri mari în aprilie-mai, unde stă până toamna, când se retrage în Marea Marmara.
De menționat că există și un banc permanent nordic, care vara ajunge și la gurile Dunării, însă iernează lângă coastele sudice ale Peninsulei Crimeea.
Din apropierea litoralului românesc, stavridul se retrage spre larg atunci când apele se răcesc datorită curenților de aer și ca urmare, dispare hrana; apoi apare subit lângă litoral, făcând migrația inversă dinspre larg înspre coastă. Bancul de stavrizi se menține în straturile superioare ale apei și nu coboară mai în adânc.
Se reproduce în mare în perioada iunie-august, cu maximum de intensitate în iulie. Stavridul atinge maturitatea sexuala la vârsta de 1-2 ani. Reproducerea are loc la o temperatură a apei de 18-26°C, la 20 - 80 mile de mal.
Stavridul se hrănește mai ales cu pești, hamsii, aterine.
În Marea Marmara și în Marea Mediterană, în unele zone bogate în hrană, stavridul atinge și 1 kg greutate.
Originea speciei: Nativă.
Nu este amenințată cu dispariția.